# Bakhtiar Khudojnazarov
 (janvier 2020).
Si vous disposez d'ouvrages ou d'articles de référence ou si vous connaissez des sites web de qualité traitant du thème abordé ici, merci de compléter l'article en donnant les références utiles à sa vérifiabilité et en les liant à la section « Notes et références ».
Bakhtiar Khudojnazarov ou Bakhtiar Khoudoïnazarov, (en cyrillique Бахтияр Худойназаров), né le 29 mai 1965 à Douchanbé (à l'époque en Union soviétique, aujourd'hui capitale du Tadjikistan) et mort le 21 avril 2015 à Berlin, est un réalisateur, scénariste et producteur tadjik.

## Biographie
Entre 1982 et 1984, Bakhtiar Khudojnazarov travaille pour les studios, la télévision et la radio de Tadjikfilm, en tant que journaliste et assistant réalisateur de Konstantin Arazaliev. Il étudie ensuite à l'Institut fédéral d'État du Cinéma à Moscou (VGIK), dans la classe de Igor Talankine, où il réalise deux courts métrages (Shutniki en 1986 et Verish Nje Verish en 1988) et un documentaire (Sobachija Okhota en 1987). En 1991, deux ans après son diplôme, il réalise et coécrit son premier long métrage, Bratan, le frère, pour lequel il gagne plusieurs récompenses dans des festivals internationaux. Il poursuit en 1993 avec On est quitte (également connu sous le titre Œil pour œil), film coproduit par plusieurs pays dont l'Allemagne où il commence à vivre et travailler à partir de 1993, à Berlin. Pour ce film, il collabore de nouveau avec le coscénariste de son précédent film, Leonid Makhkamov, et il gagne le prestigieux Lion d'argent à la Mostra de Venise.
Ce succès lui permet de bénéficier d'un budget plus important pour son film suivant, Luna Papa, autre coproduction internationale sortie en 1999, coécrite avec le cinéaste géorgien Irakli Kvirikadze et bénéficiant aussi d'un trio d'acteurs international composé de Chulpan Khamatova, actrice montante du cinéma russe, Moritz Bleibtreu, star du cinéma allemand, et Ato Mukhamedshanov, acteur ouzbek qui tourne alors son dernier film. Il collabore également avec le compositeur Daler Nazarov pour la musique originale. Khudojnazarov crée pour ce film une atmosphère poétique digne du cinéma d'Emir Kusturica et fait construire un village entier dans un désert d'Asie centrale. Luna Papa devient son film le plus connu internationalement et reçoit de nombreux prix, dont le Nika du meilleur réalisateur (équivalent russe du César).
Khudojnazarov réalise ensuite une nouvelle coproduction internationale en 2003, Le Costume, d'après un scénario de Oleg Antonov et avec Daler Nazarov de nouveau aux commandes de la musique originale. Puis il s'attelle à une production 100 % russe, Le Pétrolier Tango, sortie en 2006.
En 2012, il sort son sixième et dernier long métrage,  En attendant la mer.
En 2014, les médecins lui diagnostiquent un cancer du foie. Khudojnazarov meurt le 21 avril 2015 dans une clinique de Berlin. Il est enterré au cimetière russe de Berlin-Tegel.

## Filmographie
Sauf indication contraire, les informations mentionnées dans cette section peuvent être confirmées par la base de données cinématographiques IMDb,  présente dans la section « Liens externes ».

### Comme réalisateur
- 1986 : Shutniki (Шутники ; littéralement « Les Plaisantins ») (court métrage)[réf. nécessaire]
- 1987 : Sobachija Okhota (Собачья охота ; littéralement « Chasse à courre ») (court métrage documentaire)[réf. nécessaire]
- 1988 : Verish Nje Verish (Веришь — не веришь ; littéralement « Crois-le ou non ») (moyen métrage)[réf. nécessaire]
- 1991 : Bratan, le frère (Братан, Bratan)
- 1993 : On est quitte ou Œil pour œil (Кош-ба-кош, Kosh ba kosh)
- 1999 : Luna Papa (Лунный папа)
- 2003 : Le Costume (Шик, Shik)
- 2006 : Le Pétrolier Tango (Танкер 'Танго')[5],[3]
- 2012 :  En attendant la mer (В ожидании моря)
- 2014 : Getery mayora Sokolova (Гетеры майора Соколова) (série télévisée)

### Comme scénariste
- 1991 : Bratan, le frère (Bratan) de lui-même
- 1993 : On est quitte (Kosh ba kosh) de lui-même
- 1999 : Luna Papa de lui-même
- 2012 :  En attendant la mer (В ожидании моря) de lui-même -  idée originale

### Comme producteur
- 1993 : On est quitte (Kosh ba kosh) de lui-même
- 2003 : Le Costume (Shik) de lui-même
- 2004 : Ragin de Kirill Serebrennikov - production créative
- 2007 : Vnuk Gagarina d'Andreï Panine et Tamara Vladimirtseva
- 2011 : Bez muzhchin de Rezo Gigineishvili et Alisa Khmelnitskaya
- 2012 :  En attendant la mer (В ожидании моря) de lui-même

### Comme acteur
- 2001 : My Sweet Home de Fílippos Tsítos : un mendiant

## Distinctions
Sauf indication contraire, les informations mentionnées dans cette section peuvent être confirmées par la base de données cinématographiques IMDb,  présente dans la section « Liens externes ».
- Mostra de Venise 1993 : Lion d'argent pour On est quitte
- Festival international de films de Fribourg 1994 : Prix d'Aide à la distribution
- Festival des trois continents de Nantes 1999 : Montgolfière d'or pour Luna Papa
- Prix Nika 2001 : meilleur réalisateur pour Luna Papa